# 伊號第百二十四潛艦
伊号第一二四潜水舰（いごうだいひゃくにじゅうよんせんすいかん）是一艘大日本帝国海軍潜水舰。伊一二一型潜水舰的4号舰。竣工时的舰名为伊号第二四潜水舰。1942年在达尔文附近海域被击沉。

## 舰历
- 1921年（大正12年）度计划舰。最初预定的舰名为第五二潜水舰[2]。
- 1926年（大正15年）4月17日 在神户川崎造船所开工建造。
- 1927年（昭和2年）12月12日 下水。
- 1928年（昭和3年）12月10日 竣工。船籍编入横須賀鎮守府。竣工时的舰名为伊号第二四潜水舰。
- 1938年（昭和13年）6月1日 改名为伊号第一二四潜水舰。太平洋战争开战时同伊号第一二三潜水舰一同配属至第6潜水战队第9潜水队。
- 1941年（昭和16年）12月1日 从海南島三亚出击，在马尼拉湾口敷设88式系留触发水雷39枚[3]。这些水雷造成美国貨船コレヒドール（1881吨）和巴拿马貨船デイライト（1976吨）的沉没[4]。
  - 12月10日 击沉1艘运输船。
- 1942年（昭和17年）1月16日 达尔文海域敷设27枚水雷。其后在达尔文海域执行哨戒任务。
  - 1月20日 遭美军驱逐舰埃兹尔号驱逐舰 (DD-219)、澳大利亚护卫舰Deloraine号 、肯图巴号、利思戈号的深水炸弹攻击而沉没。包括第九潜水隊司令遠藤敬男中佐、岸上幸一艦長80名全員战死。同日确定沉没、
  - 4月30日 除籍。

## 歴代艦長
1. 原田覚少佐（1928年12月10日-）
2. 加藤与四郎少佐（1929年6月1日-）
3. 竹崎馨少佐（1931年12月1日-）
4. 松村翠少佐（1933年11月15日-）
5. 藤本伝少佐（1934年6月1日-）
6. 大谷清教少佐（1934年11月15日-）＊1935年5月25日作为预备舰
7. 内野信二少佐（1935年11月15日-）
8. 小泉麒一少佐（1936年2月15日-）
9. 山本皓少佐（1937年3月20日-）
10. 揚田清猪少佐（1937年7月31日-）
11. 柴田源一少佐（1937年11月15日-）
12. 黒川英幸少佐（1939年10月24日-）
13. 伊豆寿市少佐（1940年4月24日-）＊1940年3月20日作为预备舰
14. 岸上幸一少佐（1941年1月31日-）

＊省略预备舰时期的舰长